# Palazzo Rocca-Grimaldi
Der Palazzo Rocca-Grimaldi ist ein Palast aus dem 17. Jahrhundert in Catanzaro in der italienischen Region Kalabrien. Das Gebäude liegt an der Ecke der Via del Arcivescovado und der Salita I del Rosario, gegenüber der Kirche Del Santissimo Rosario.

## Geschichte und Beschreibung
Der Palazzo Rocca-Grimaldi wurde vermutlich im Laufe des 17. Jahrhunderts errichtet; eine Errichtung in einem früheren Jahrhundert kann aber nicht vollständig ausgeschlossen werden. Sicher ist, dass er der Familie Rocca gehörte, und, dass er im 19. Jahrhundert von der Familie Grimaldi erworben wurde. So wurde er zur Residenz von Bernardino Grimaldi, einem Politiker aus Catanzaro, der Finanzminister und achtmal Landwirtschafts-, Industrie- und Handelsminister des Königreichs Italien war und 20 Jahre lang Mitglied der Stadtverwaltung. Der Palast zeigt klassische Elemente und solche des Klassizismus. An der Decke der Innentreppe kann man das Motto der Familie Grimaldi lesen („non per più non poter né quanto posso“ (dt.: nicht, weil in nicht mehr kann, noch so viel, wie ich kann)) und ihr Wappen sehen.